# Benjamin Burley
Benjamin (Ben) Burley (Sheffield, 2 november 1907 – Great Yarmouth, 25 januari 2003) was een voormalig Engels voetballer en voetbaltrainer. In de jaren 30 kwam hij uit voor Southampton FC, Grimsby Town FC, Norwich City FC en Darlington FC. Na zijn loopbaan als speler werd hij onder andere hoofdtrainer bij PEC. In werd hij kampioen in de Tweede klasse Oost.

## Erelijst
PEC
| Nationaal          |    |         |
| Tweede klasse Oost | 1x | 1947/48 |